# Slot Loučeň
Het slot Loučeň (Tsjechisch: Zámek Loučeň en Duits: Schloss Lautschin) is een barok slot in de Tsjechische vlek (městys) Loučeň. Het slot is gebouwd in 1704-1713 door de architect Frantisek Maxmilián Kanka, op de plek waar eerder een versterkte woning (tvrz) heeft gestaan. Het is een U-vormig gebouw met drie vleugels en een verdieping. Aan het slot is een kerk gebouwd. Rond 1828 werd rond het slot een Engelse landschapstuin aangelegd. Slot Loučeň is een Tsjechisch cultureel monument (kulturní památka České republiky).
Het slot was aanvankelijk eigendom van het geslacht Waldstein. In 1809 werd het eigendom van de Boheemse tak van het geslacht Thurn und Taxis, en het bleef in het bezit daarvan tot aan de Tweede Wereldoorlog. De laatste bewoners waren Alexander en Marie von Thurn und Taxis. Marie was een kunstminnares en zij ontving op het slot onder meer Mark Twain en zijn familie in mei 1899. In 1910 en 1911 logeerde Rainer Maria Rilke er op uitnodiging van de vorstin.
Tijdens de Koude Oorlog werd het slot als kazerne gebruikt; in de kelder bevond zich een afluisterpost van het Warschaupact dat de manoeuvres van de NATO van nabij volgde. De oorspronkelijke inboedel werd zo goed als volledig vernield of geplunderd.
Sedert 2007 is het slot aan de buitenkant gerestaureerd en weer voor het publiek toegankelijk. In de tuin zijn verschillende doolhoven.